# Іл-4
Іл-4 (до 1941 року — ДБ-3Ф) — радянський двомоторний дальній бомбардувальник часів Другої світової війни. Був глибокою модернізацією ДБ-3 і основним дальнім бомбардувальником ВПС Радянського союзу протягом всієї війни.

## Виробництво
Використання ДБ-3 показали його велику складність в експлуатації, високу аварійність і цілий ряд інших недоліків. Тому почалась робота над глибокою модернізацією машини, яка отримала заводське позначення ЦКБ-30Ф. Було вирішено використати потужніші двигуни M-88 (1100 к.с.), також було подовжено носову частину фюзеляжу, з ширшим заскленням і покращеним оглядом. Також було здійснено багато інших змін, і враховано потребу в масовому виробництві.
Роботи почались в 1938 році, а вже 21 травня 1939 року літак було віддано на випробовування. Двигун М-88 ще не був повністю готовим, тому на прототипі і перших серійних літаках використовувався М-87.
Нова модифікація замінила попередні версії ДБ-3 на заводах № 39 і № 18 в 1939 році, в 1941 році ДБ-3Ф почали випускати і на заводі № 126 в Комсомольськ-на-Амурі, на перших двох випуск продовжувався до літа 1941 року, а № 126 випустив останні 4 Іл-4 в 1946 році. За роки виробництва було побудовано 5256 літаків, більшість з яких було втрачено в бойових вильотах або розбито в аваріях і катастрофах.

## Основні модифікації
- ДБ-3Ф або Іл-4 — оснащувався двигунами М-88, а 1942 року на літак стали встановлювати мотори М-82. Захисне озброєння складалось з трьох 7,62-мм кулеметів ШКАС в носовій, верхній і нижній установках. З 1942 року кулемет в верхній установці замінили на 12,7-мм кулемет УБТ. Через відсутність штатних гвинтів АВ-5 встановлювали втулки від гвинтів ВІШ-22 з лопатями від ВПШ-21, що підвищило характеристики літака, але погіршило надійність планера і шасі. 1943 року збільшена стріловидність крила по передньому краю.
- Іл-4Т — торпедоносна модифікація для дій на морських ТВД. У деяких літаках в бомбовому відсіку розташовували додатковий паливний бак.
- Іл-4ТК — висотний варіант з двигунами М-88Б, турбокомпресорами ТК-3 і герметичною кабіною екіпажу. Побудований один варіант для випробувань.
- Іл-4 «Аерофото» — літак-фоторозвідник.

## Тактико-технічні характеристики

|                       |                       | ДБ-3Ф випуск 1941 року | Іл-4 випуск 1943 року | Іл-4 випуск 1944 року |
| --------------------- | --------------------- | ---------------------- | --------------------- | --------------------- |
| Довжина               | Довжина               | 14,76 м                | 14,76 м               | 14,76 м               |
| Висота                | Висота                | 4,1 м                  | 4,1 м                 | 4,1 м                 |
| Розмах крил           | Розмах крил           | 21,44 м                | 21,44 м               | 21,44 м               |
| Площа крил            | Площа крил            | 66,7 м²                | 66,7 м²               | 66,7 м²               |
| Маса                  | пустого               | 5701 кг                | 5800 кг               |                       |
| Маса                  | спорядженого          | 8033 кг                | 9470 кг               | 9290 кг               |
| Двигуни               | Двигуни               | 2 × М-88               | 2 × М-88              | 2 × М-88              |
| Потужність            | Потужність            | 2 × 1100 к. с.         | 2 × 1100 к. с.        | 2 × 1100 к. с.        |
| Максимальна швидкість | Максимальна швидкість | 428 км/год             | 463 км/год            | 406 км/год            |
| Дальність польоту     | Дальність польоту     | 3300 км                |                       | 3145 км               |
| Практична стеля       | Практична стеля       | 8900 м                 | 8700 м                | 8750 м                |
| Час підйому на 4000 м | Час підйому на 4000 м | 13,0 хв                | 17,5 хв               | 16,1 хв               |

## Історія використання

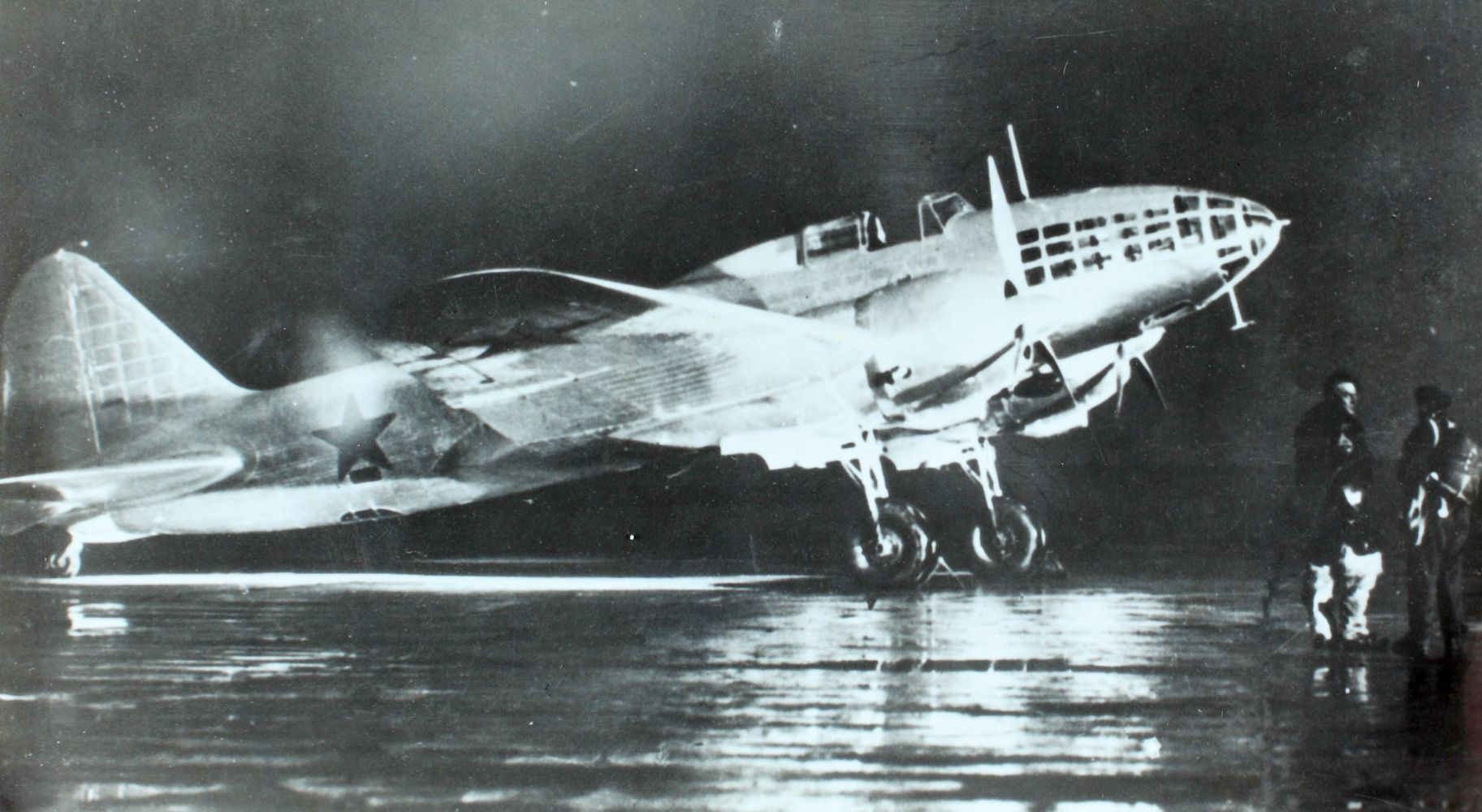
Іл-4 на аеродромі.

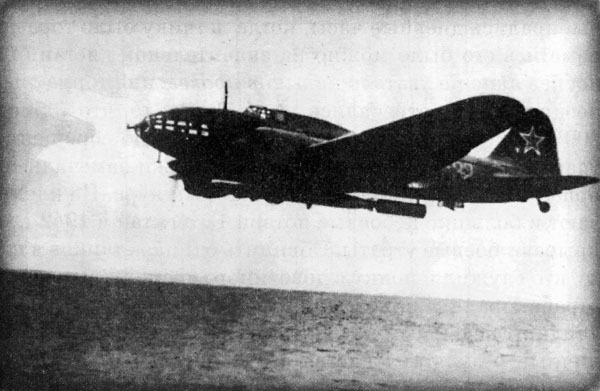
Іл-4 з підвішеною торпедою.

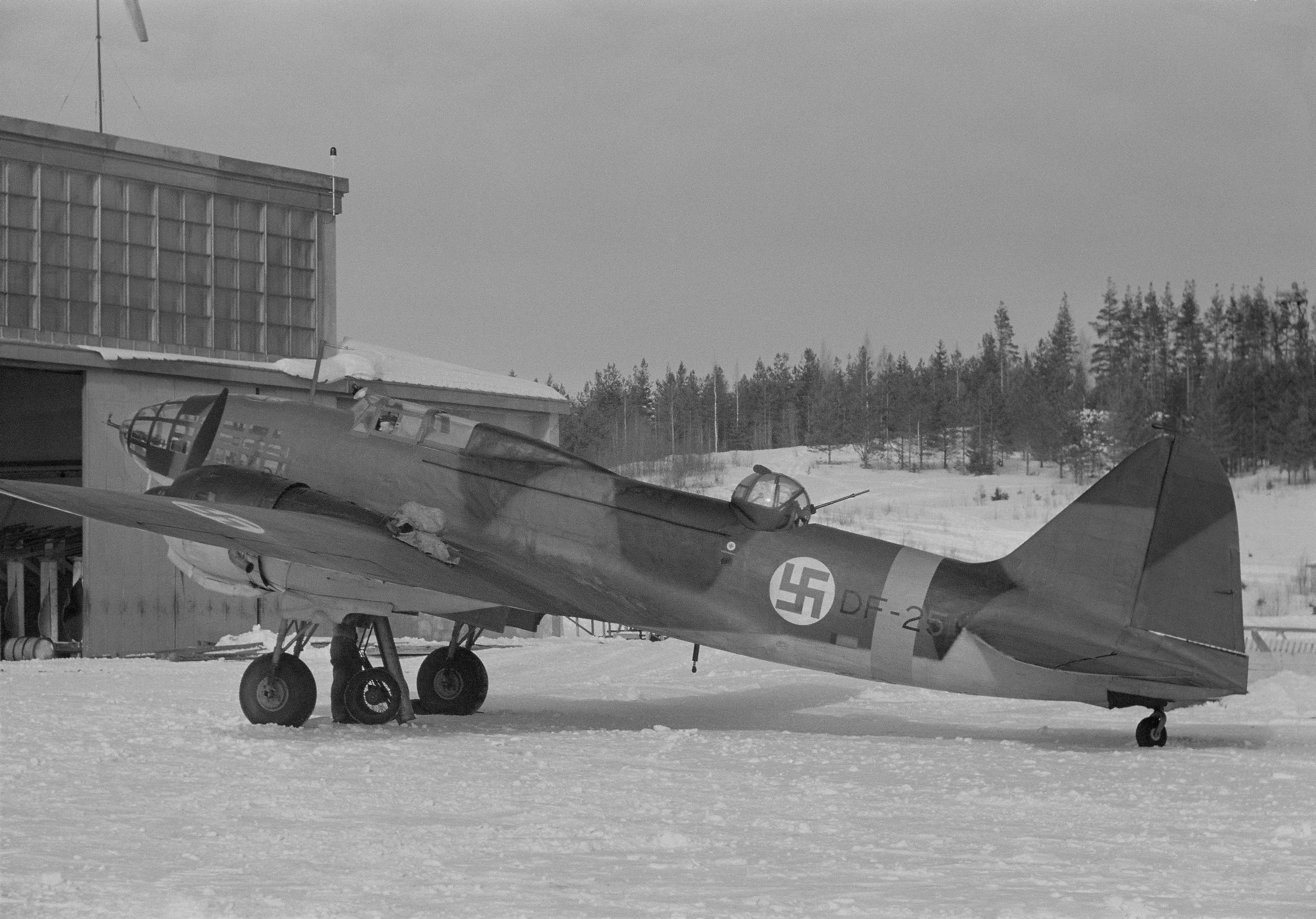
Фінський Іл-4

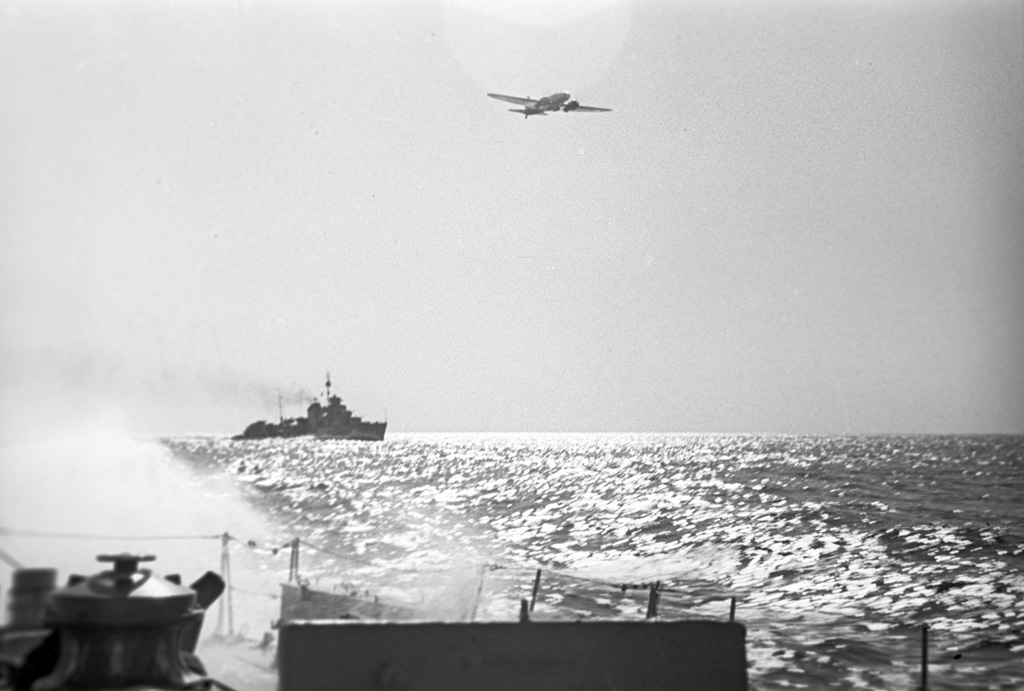
Іл-4 Тихоокеанського флоту. 1945 рік.

Перші Іл-4 надійшли в авіаційні полки на початку 1940 року, а до літа вже складали половину авіації далекого радіусу дії на заході Радянського союзу. Також невелика кількість Іл-4 була передана мінно-торпедним частинам морської авіації.
На початку німецько-радянської війни Іл-4 використовувався спільно з ДБ-3: в перші два дні війни ці літаки залучались до ударів по містах в тилу противника, а потім почали використовуватись для ударів по німецьких військах. Відсутність нижньої вогневої точки на багатьох літаках давалась взнаки, німецькі винищувачі могли безкарно збивати Іл-4, тому їх терміново доопрацьовували, ввели четвертого члена екіпажу, що змістило центрування ще більш до хвоста і погіршило стійкість. Теоретично на літак можна було підвісити до 2500 кг бомб, але на практиці це було рідко. Неправильна організація бойових вильотів, спрямування на виконання невластивих завдань в початковий період війни призводили до важких втрат ДБ-3. Так, 22 червня 1941 року з 70 літаків Іл-4 96-го ДБАП, не повернулося 22 машини, з яких більше половини були збиті. 23 червня, при нанесенні бомбового удару по автоколоні противника дев'яткою Іл-4 212-го ДБАП було втрачено вісім літаків.
Найвідомішим бойовим досягненням цих літаків в перший рік війни стало бомбардування Берліна літом 1941 року — серія авіанальотів на столицю нацистської Німеччини, здійснених з 7 серпня по 5 вересня радянською авіацією. Операція була здійснена на фоні відступу військ РСЧА на радянсько-німецькому фронті і в більшій мірі носила пропагандистський характер, не вплинувши на хід бойових дій.
Протягом 1940-41 років кількість Іл-4 постійно зменшувалась, бойові втрати були високі, а поповнення зменшилось, оскільки основний виробник двигунів М-88 — завод № 29 був евакуйований на Урал. Але починаючи з 1942 року кількість Іл-4 в військах почала зростати, і коли 1 березня 1942 року радянське командування вирішило створити авіацію далекої дії (АДД) в її склад ввійшли 8 дивізій, з них 5 оснащувались Іл-4 (319 літаків). Ще частина Іл-4 не була включена в АДД, наприклад 132-а і 113-а бомбардувальні дивізії.
Літом 1942 року АДД намагались перешкодити наступу німецьких військ біля Харкова, які атакували після невдалого наступу радянських військ. Атаки були здебільшого денні і з малих висот, тому втрати були суттєві, але виробництво їх покривало. З літа 1942 року АДД також почали здійснювати бомбардування об'єктів в тилу: 20 липня 1942 року бомбардували Кенігсберг, повторні бомбардування відбулись 24 і 26 липня, при цьому в останньому взяли участь 88 Іл-4. 26 серпня Іл-4 завдали удару по Берліну, а 14 вересня відбувся масований наліт на об'єкти в Румунії (Бухарест, нафтопереробні заводи в Плоєшті і по порту Галац.) В кінці 1942 року дальні бомбардування було тимчасово припинено через початок великих боїв в Сталінграді, загалом під Сталінградом діяло 480 Іл-4.
В 1942 році значна кількість Іл-4 надійшла і морській авіації, в першу чергу Чорноморському флоту. Від початку року вони закладали мінні загородження, а 21 травня була здійснена перша торпедна атака проти румунського транспортного судна в гирлі Дунаю, хоча останнє і не потонуло. В липні 1942 року Іл-4 також стає основним бомбардувальником в Балтійському і Північному флотах. Частина торпедоносців також отримала можливість використовувати некеровані ракети PC-82.
В 1943 році було 5 корпусів повністю оснащених Іл-4, які брали участь в усіх великих кампаніях того року. Під час битви на Курській дузі АДД зосередило там 740 літаків, більшість з яких складали Іл-4. Вони здійснювали нальоти на залізничні вузли поза фронтом. При цьому тактика застосування Іл-4 ставала складнішою, бомбардувальники виходили на ціль з різних сторін, виділялись окремі групи для придушення ППО противника, також з'явились спеціалізовані літаки які мали маркувати ціль. В червні-серпні 1943 року дивізії з Іл-4 допомагали знімати блокаду з Ленінграду.
АДД суттєво посилилась до 1944 року і в перші 5 місяців було скинуто вдвічі більше бомб ніж за весь 1942 рік. Основна кількість місій все ще була тактичного значення — проти військ на передовій, але також відбувались і стратегічні польоти. В лютому 1944 року почалось бомбардування Гельсінкі і інших фінських міст. В березні 1944 року масованими бомбардуваннями був підданий Таллінн. Під час боїв в Криму, весною 1944 року, Іл-4 перешкоджали роботі портів Констанца і Галац, а також бомбили німецькі укріплення під Севастополем. В липні 1944 року більшість частин АДД було перекинуто в Білорусь для підтримки наступу радянських військ. Основними цілями стали залізничні вузли, зокрема Брест. До кінця року Іл-4 завдавали ударів в ближньому тилу противника і укріплених районах, тільки епізодично здійснюючи нальоти в глибокий тил. В 1945 році, коли більшість частин було перекинуто в Польщу Іл-4 почали бомбардування німецьких міст, аеродромів і мостів. У наступі на Берлін було задіяно близько 500 Іл-4.
В радянсько-японській війні брали участь як і полки розташовані на Далекому Сході, так і перекинуті з Європи. Перші вильоти були здійснені в ніч з 8 на 9 серпня проти Харбіну. Інтенсивні бойові вильоти продовжувались аж до 19 серпня. Після війни Іл-4 залишався наймасовішим літаком в частинах розташованих на Далекому сході і використовувався там аж до 1947 року. Приблизно скільки ж Іл-4 прослужив і в морській авіації.
Декілька Іл-4 були захоплені німецькими військами при наступі, а восени 1942 року 4 такі літаки були продані в Фінляндію, але один розбився при перельоті. Інші три ввійшли в групу Lelv 48, в складі якої, щоправда пробули недовго і здійснили тільки три вильоти. В кінці 1943 року їх було переведено в групу Lelv 46, яка завдавала ударів по радянських аеродромах. Після початку радянського наступу фінські Іл-4 намагались знищити мости і дороги через Карельський перешийок. Після капітуляції Фінляндії два вцілілих Іл-4 здійснили декілька вильотів проти німецьких військ в Лапландії.

### Оцінка проекту
На момент створення Іл-4 був сучасним літаком, який не поступався бомбардувальникам інших країн. Проте літак сильно застарів до кінця війни, оскільки суттєвої модернізації не проводилось, в першу чергу силової установки, яка не змінювалась за весь час виготовлення. Також Іл-4 не міг стати стратегічним бомбардувальником, оскільки не мав всього необхідного обладнання, зокрема автопілота, що при відсутності другого пілота було доволі критичним.